# ミステリー列車
ミステリー列車（ミステリーれっしゃ）とは出発駅からの目的地をあえて乗客に案内せず、乗客にそれを予想させることを目的とした観光団体専用列車のことである。行き先不明列車とも呼ばれる。

## 概要
いわゆるミステリーツアーの鉄道版である。多くは鉄道会社・旅行会社の団体ツアーの形で募集され、集合駅から単純往復かあるいはいくつかの場所を周遊して同じ駅へ戻る形態の物が多い。観光地と駅は離れている事が多いため、観光バスも列車とセットでよく使われる。

## 歴史
イギリスのグレート・ウェスタン鉄道において1932年3月25日に1500人の乗客を集めて実施された「ハイカース・ミステリー・エクスプレス」が最初とされ、日本ではその列車を見た新聞記者が興味を持ち当時の国有鉄道を運営していた鉄道省へこの企画を打診したのがきっかけとなり、それからわずか2か月後の6月12日に「行先秘密?列車」の名で毎日新聞社との共同企画として運行されたのが創始である。当時は昭和金融恐慌・世界恐慌の影響を受けて鉄道利用者は減少傾向にあったため、鉄道省ではさまざまな企画を打ち出して増収に努めていた（三等寝台車の連結や特急「燕」号運転など）。その一環として運行される事になったといわれる。
当初500人を募集するつもりであったが切符が販売開始からわずか1時間で売り切れたため急遽列車本数を2本に増発し、募集人数も776人に増やした。しかし追加募集した方も、販売開始からわずか30分で売り切れたという。なお当日は、列車の乗務員や車掌にも行先は告げられなかったとされる。
運転当日、新宿駅を第1列車が8時15分に、第2列車が8時23分にそれぞれ発車し山手線 - 池袋駅 - 赤羽線 - 赤羽駅 - 東北本線 - 大宮駅 - 総武鉄道線（現：東武野田線） - 柏駅 - 常磐線 - 金町駅 - 総武本線（新金線） - 両国駅のルートで運転、途中氷川公園（現：大宮公園）・氷川神社・大宮盆栽村（大宮駅）、宝探し（清水公園駅）、キッコーマン工場（野田町駅、現：野田市駅）を見学・体験し終点両国駅に第1列車が17時14分、第2列車は17時45分に到着した。収入は922円80銭（当時の省線電車初乗りは5銭）。なお列車内で終着駅の予想を行ったところ1位は上野駅、2位は新宿駅、3位が両国駅でその票は82票だった。またこの列車の宣伝主任は成功の知らせを受けて祝い酒に酔いつぶれ、当日の夜は音信不通だったという。
また、1979年7月22、23日には松本零士の漫画・アニメ『銀河鉄道999』の劇場版の公開にあわせ、「銀河鉄道999号」というミステリー列車が上野駅 - 烏山駅（烏山線）で運行されたが、話題を呼んで同列車の切符の競争率は70 - 80倍になったといわれる。終点の烏山駅には「アンドロメダステーション」の装飾もなされ、先行上映会が開催された。ただし、この年の元日に国鉄の東京北鉄道管理局が発売した新春記念きっぷ「縁起来富（えんぎきっぷ）」に、『銀河鉄道999』に登場するメーテルのイラストやロゴが描かれており、烏山線の宝積寺・大金駅が区間に含まれていたことや、烏山線内で定期列車の運転時刻変更の通知が事前に行われていたこと、途中の宇都宮駅で電気機関車（EF65形）からディーゼル機関車（DE10形）への付け替えが行われたことなどにより、行き先が付近で唯一の非電化路線である烏山線ということが推測可能となり、厳密なミステリー列車とはならなかった。
現在でも、団体列車や鉄道会社募集のツアーなどでミステリー列車は時々運転される。